# Fasterfox
 Fasterfox — расширение Firefox, ускоряющее загрузку веб-страниц браузером Firefox. На апрель 2006 года занимало 3-е место в рейтинге расширений Firefox на Addons.Mozilla.org

## Возможности
- Отображает таймер загрузки страницы.
- Позволяет настраивать объём дискового кэша и кэша памяти браузера.
- Позволяет в фоне предзагружать контент ссылок, что повышает скорость серфинга.
- Настраивает параметры конвейерной обработки данных протокола HTTP.
- Блокирует всплывающие окна из плагинов, например Macromedia Flash.
- Позволяет использовать в настройках несколько готовых предустановок.

## Предупреждение
Функция предзагрузки ссылок увеличивает расход трафика.